# 真宗長生派
真宗長生派（しんしゅうちょうせいは）は、浄土真宗の一派。本山は長生寺（横浜市鶴見区生麦1-7-10）。宗教法人格をもつ団体ではあるが、後述する長生医学を用いた整体治療、施術者団体としての性格が強い。

## 概要
真宗長生派は、真宗大谷派の僧侶であった柴田純宏（1899年 - 1954年、釋長生）を開祖とする。1931年（昭和6年）、柴田は「霊肉一体の救済」を謳った「脊椎矯正法」を編み出し、仏教精神を基盤とした独自の脊椎矯正（整体）による治療法を「長生療術」と名付けて、全国各地を治療や布教にまわった。
柴田を慕う僧侶や信徒は次第にその数を増やし、1949年（昭和24年）、柴田を初代管長として宗教法人長生教団（後に真宗長生派総本山長生寺）を立ち上げた。柴田純宏没後は、第2世柴田阿やを中心に長生医術の施術者養成に着手。外部の医師ら専門家の助けも受けて、整体師養成の専門学校「長生学園」を設立するに至っている。
長生派の教義には「信心を決定して長生療術を施し、霊肉を救済して社会福祉の向上に貢献する」とあり、信徒の心の救済にとどまることなく、病気に悩む人々に具体的な治療を施すことが真の救済と信仰のありかたであると説く。
このように一風変わった教団ではあるが、後述する長生医学を施術する長生館の関係者や患者などを中心に信仰を集めており、本山長生寺を中心に浄土真宗をベースとした宗教活動を展開している。法式や作法は真宗大谷派をベースとしており、報恩講や歴代法要などの年中行事も盛んである。長生寺を除いて法人と包括関係にある寺院（末寺）はない。

## 長生医学
戦前より開祖の柴田に従う弟子らによって民間の施術院が全国各地に設立され、その信奉者が増えるにつれて柴田の考案した「長生療術」も体系化され、現代医学のエッセンスを取り入れた「長生医学」を名乗るようになった。
長生医学では「三位一体の治療（脊椎矯正法・精神療法・プラーナ療法）」を掲げており、カイロプラクティックやオステオパシー、精神療法の面ではトランスパーソナル心理学等の影響も見られる。ただし、現代医療に対しての「長生医学」のスタンスは、「プラーナ療法」などの一般には聞き慣れない理論を取り入れてはいるものの、あくまで代替医療として臨床医学に対するエビデンスには比較的慎重である。また、浄土真宗の特長として祈祷やまじないには否定的であり、「精神療法」にも心身医学の成果を積極的に取り入れる姿勢が見られる。
その成り立ちから宗教性の強さは否めないが、開祖の「信仰は自由」という言葉を実践しており、患者や長生学園の生徒らに対しても信仰の強制は無いとされる。

### 長生学園
「長生療術」の施術者は主に開祖柴田の直伝により教えを受けていたため、体系的に後継者を養成するための教育施設の設立が求められていた。そのため、開祖没後の1956年（昭和31年）、厚生大臣認可の専門学校「長生学園」を設立し、医師で横浜市立大学医学部教授の桧物一三を学園長に迎えて後継者養成にあたった。
現在の「長生学園」（東京都大田区仲六郷2-35-7）は、1975年（昭和50年）に総本山長生寺の付属学校となり、昼夜開講（定員各60名）の「あん摩・マッサージ・指圧科」を開設している。入学には高等学校卒業、もしくは高等学校卒業程度認定試験の合格を必要とし、3年間の修学期間修了後は、あん摩マッサージ指圧師国家試験の受験資格が与えられる。
前述した「三位一体の治療」を基本とするカリキュラムには、整体師養成関係科目のほか、精神医学や心理学、東洋思想などの授業科目もある。また、週に一度は生徒全員が参加する勤行（読経）が営まれる。
卒業生の大半は国家資格取得後に治療院に就職、開業するなどしている。全国の「○○長生館」と名乗る治療院の多くが長生学園出身者の治療院である。卒業生で組織される「長生医学会」は、研究論文の発表や長生医学の普及、広報活動などを行うほか、同校のOB・OG会を兼ねている。
なお、千葉県の学校法人長生学園とは無関係である。